# Bryolymnia oryx
Bryolymnia oryx là một loài bướm đêm trong họ Noctuidae.